# Alicia Amatriain
Alicia Amatriain – hiszpańska tancerka, solistka zespołu baletowego, balerina. Jedna z czołowych tancerek Stuttgarter Ballett.

## Biografia
Alicia Amatriain urodziła się w San Sebastian w Hiszpanii. W wieku 4 lat rozpoczęła naukę tańca. W latach 1985–1994 uczyła się w Conservatorio de Donostia pod okiem Petera Browna i Águeda Sarasua. Następnie uczęszczała do Szkoły im. Johna Cranko w Stuttgarcie, którą ukończyła w 1998 roku. W tym samym roku rozpoczęła pracę jako praktykantka w Stuttgarter Ballett, w 1999 r. otrzymała pełny angaż. Od sezonu 2002/03 jest pierwszą solistką baletu.
Za interpretację Lulu Amatriain była kilkakrotnie wymieniona jako wybitna tancerka sezonu 2003/2004 w międzynarodowych przeglądach krytyków i specjalistycznych magazynach. W lutym 2006 otrzymała niemiecką nagrodę taneczną „Zukunft” oraz Premio Revelación w swoim rodzinnym mieście San Sebastian. W 2008 r. otrzymała nagrodę „Premio Danza & Danza” przyznawaną przez włoski dziennik „Danza & Danza”. W lipcu 2009 otrzymała międzynarodową nagrodę taneczną „Premio ApuliArte”. W 2014 r. została wyróżniona przez krytyków magazynu „Dance Europe” w kategorii „Distinguished Dancer” za interpretację Katarzyny w Poskromieniu złośnicy Johna Cranko.
Alicia Amatriain występuje gościnnie na całym świecie, gdzie występowała u boku znanych tancerzy, takich jak Giuseppe Picone, Roberto Bolle i Joel Carreño. W 2005 r. tańczyła główną rolę kobiecą w Romeo i Julii Dereka Deane'a w Royal Albert Hall w Londynie, a także w kilku występach gościnnych z English National Ballet. Wystąpiła także w tytułowej roli w Giselle z Kubańskim Baletem Narodowym, w roli Tatjany w Onieginie Johna Cranko w Teatro Colón w Buenos Aires oraz na jej własnej gali w Hiszpanii.
W 2015 roku otrzymała tytuł „Kammertänzerin”, najwyższy status, jaki tancerz może osiągnąć w Niemczech. W 2016 r. otrzymała nagrodę Benois de la Danse w kategorii najlepsza tancerka.

## Życie prywatne
Prywatnie związana jest z tancerzem Alexandrem McGowanem, z którym ma córkę.